# Hypena prionodes
Hypena prionodes là một loài bướm đêm trong họ Erebidae.